# Carbonate de magnésium
Pour les articles homonymes, voir Magnésie.
Le carbonate de magnésium (MgCO3) est un solide de couleur blanche, qui se trouve à l'état minéral dans la nature. Sous forme de poudre, le carbonate de magnésium est utilisé comme anti-transpirant dans de nombreux sports, connu sous le nom de magnésie — même si en chimie, la magnésie désigne de fait l'oxyde de magnésium.

## Propriétés physico-chimiques
Pour des températures supérieures à 400 °C, une décarboxylation du carbonate de magnésium a lieu et forme l'oxyde de magnésium :
MgCO3 → MgO + CO2.

## Utilisation

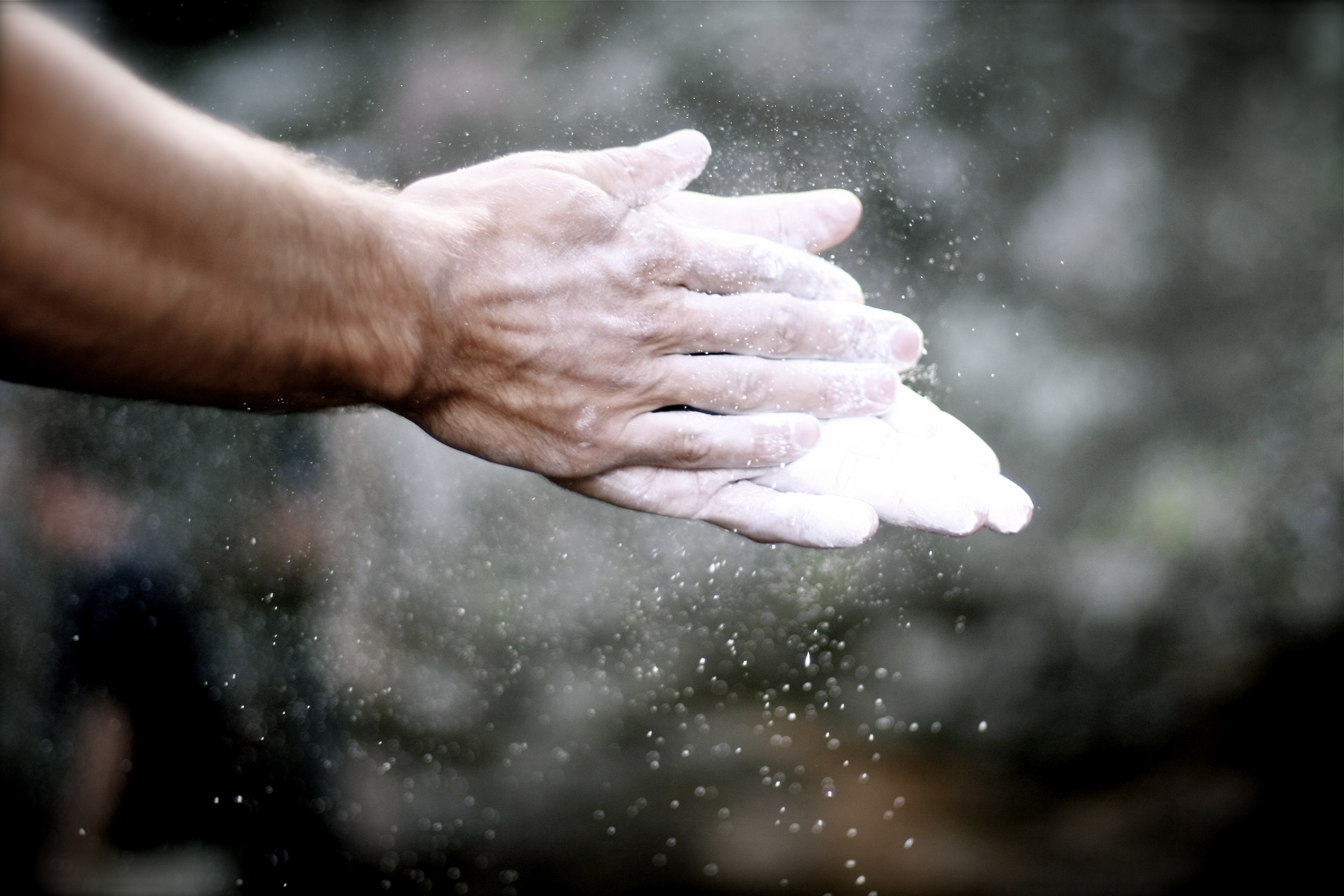
Préparation des mains avec la « magnésie ».

Sous forme de poudre appelée couramment « magnésie », le carbonate de magnésium est utilisé dans certains sports comme la gymnastique artistique, l'escalade ou l'haltérophilie pour assécher les mains. La formule de cette poudre est plus précisément (MgCO3)4Mg(OH)25H2O. Elle peut contenir une faible proportion de silice qui, inhalée, peut avoir des effets sur les poumons.[réf. nécessaire]En conséquence, pour des raisons d'hygiène et de sécurité sanitaire, l'utilisation de magnésie dite « liquide » est aujourd'hui courante. Ce produit est en réalité un mélange d'eau, d'alcool (éthylique ou isopropylique) et de carbonate de magnésium.